# Sant Miquel d’Engolasters

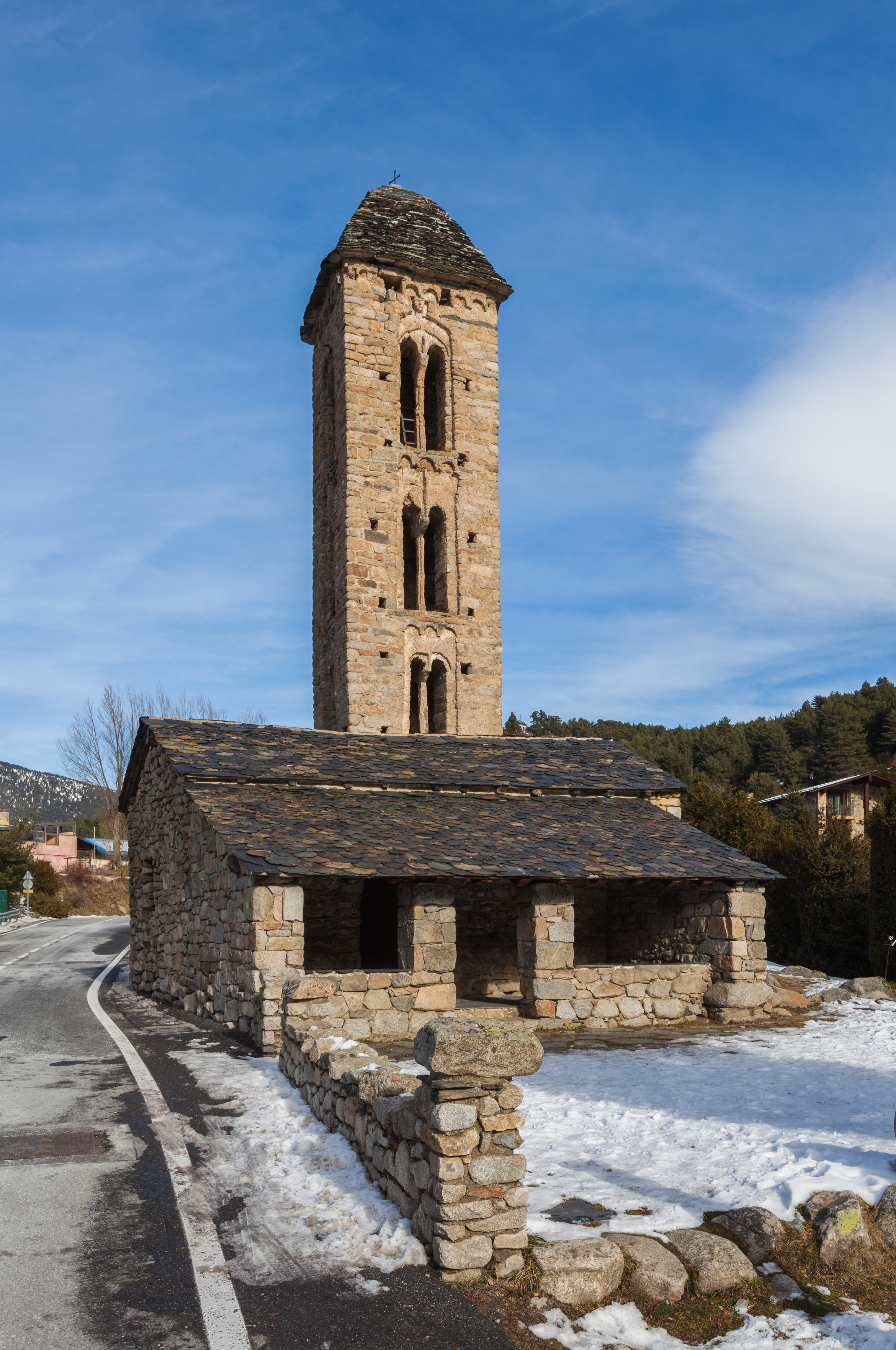
Sant Miquel d’Engolasters

Sant Miquel d’Engolasters ist eine romanische Kirche in der Stadt Escaldes-Engordany im Fürstentum Andorra.
Diese Kirche aus dem 12. Jahrhundert hat ein rechteckiges Schiff, ein Dach mit zwei unterschiedlichen Neigungswinkeln und eine halbrunde Apsis mit einer Kalotte. Das Gebäude zeichnet sich durch seine architektonische Schlichtheit und das Missverhältnis zwischen Schiff und Glockenturm aus. Der Glockenturm ist rund 17 Meter hoch. Im Inneren der Kirche sind Reproduktionen romanischer Wandmalereien des Meisters von Santa Coloma aus dem 12. Jahrhundert zu sehen. Die Originale der Kunstwerke befinden sich im Museu Nacional d’Art de Catalunya (MNAC in Barcelona).
Die Kirche ist denkmalgeschützt und seit dem 12. Juni 2003 auf der Grundlage des Gesetzes Llei del patrimoni cultural d’Andorra eingetragen.